# Ödemkrankheit der Schweine
Die Ödemkrankheit oder Colienterotoxämie ist eine weltweit verbreitete und verlustreiche Infektionskrankheit von Schweinen, die mit der Bildung von Ödemen einhergeht. Die Krankheit wird durch das Shigatoxin verursacht, welches von einem spezifischen Virotyp von Escherichia coli, genannt STEC, gebildet wird. Das Shigatoxin (Stx2e) und F18ab-Fimbrien fungieren als Virulenzfaktoren. Im Rahmen der Serotypisierung lassen sich häufig die O-Serotypen 138, 139, 141, 147 und 157 nachweisen, die meist hämolysierend sind.

## Ätiologie und Pathogenese

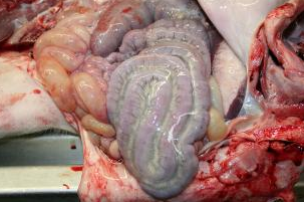
Colonkegel eines erkrankten Tieres

Zu den Risikofaktoren, die im Verdacht stehen, einen Ausbruch der Krankheit zu befördern, gehören der Vorgang des Absetzens von der Muttersau und weitere Futterwechsel im Verlauf der Aufzucht und Mast. Insbesondere abrupte Futterwechsel und Hungerphasen mit nachfolgend vermehrter Futteraufnahme sind kritisch zu bewerten. Besonders beim Absetzen spielen Veränderungen des Darms in Bezug auf die Zottenlänge und Kryptentiefe sowie die Zusammensetzung der Mikroflora, des Enzymmusters und der Ausbildung von Rezeptoren eine wichtige Rolle. Die E. coli heften sich mit Hilfe der Fimbrienantigene (F18ab) an Rezeptoren der Dünndarmschleimhaut. Sie produzieren das Shigatoxin, welches in den Blutkreislauf aufgenommen wird und die Wände der Kapillargefäße schädigt, wodurch Flüssigkeit aus dem Gefäßsystem in das umliegende Gewebe austritt. Dies führt zu Ödemen an etlichen Körperstellen (Nasenrücken, Stirn, Augenlider, Kehlkopf, Colonkegel, Gallenblasenbett, Gehirn). Je nach Lokalisierung werden Nerven geschädigt, weil sie in eine Sauerstoffunterversorgung geraten. Durch Endotoxine zerfallender Bakterien können auch Schockzustände auftreten.

## Klinik
Meist tritt die Krankheit 2 bis 3 Wochen nach dem Absetzen auf, aber auch am Ende der Aufzucht und in der Früh- und Mittelmast. Bei einigen Tieren sind Ödeme im Kopfbereich, an den Augenlidern und dem Nasenrücken erkennbar. Je nach Lokalisation der Ödeme gehen die klinischen Anzeichen mit plötzlichen Todesfällen, unspezifischen Allgemeinstörungen, zentralnervösen Symptomen (unkoordinierte Bewegungen, Lähmungen), Schreckhaftigkeit, Muskelzuckungen und einem heiseren, schrillen Schreien einher. Lungenödeme verursachen Atemnot. Die Tiere haben kein Fieber. Diarrhö tritt in den Fällen auf, in denen entweder STEC nicht nur Shigatoxin, sondern auch Enterotoxine bilden oder wenn in einem Bestand STEC und ETEC (Enterotoxische  Eschericha coli) zeitgleich vorliegen.

## Diagnose

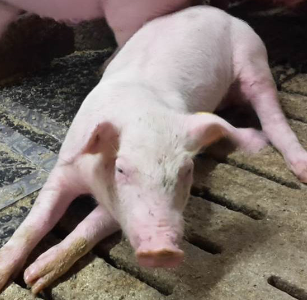
Ödeme an den Augenlidern

Eine Verdachtsdiagnose wird anhand der Klinik gestellt: Plötzliche Todesfälle, Ödeme im Kopfbereich und zentralnervöse Erscheinungen. Aus Kotproben oder Darmabstrichen können die Erreger kultiviert werden, anschließend die Virulenzfaktoren mittels Polymerase-Ketten-Reaktion nachgewiesen und so der Virotyp bestimmt werden. Die Detektion von Virulenzfaktoren direkt aus Kot oder Darmschleimhaut mittels qPCR (Real Time Quantitative PCR) liefert raschere Ergebnisse, da die Bakterienanzucht wegfällt, erschwert allerdings die Bestimmung des Virotyps. Pathologie und Histopathologie können zur Findung der Diagnose und Differentialdiagnose (z. B. Streptokokkus suis Meningitis) wertvolle Hinweise liefern.

## Therapie und Prophylaxe
Vormals wurde eine kombinierte Therapie durch Futteranpassung (rohproteinärmer, rohfaserreicher, energieärmer und mit Säure angereichert) und Verabreichung von Antibiotika und/oder Zinkoxid versucht. Die Futteranpassung bedingt eine Wachstumsbeeinträchtigung der Tiere. Die Prophylaxe mit Antibiotika ist in vielen Ländern bereits verboten und eine Therapie nach Krankheitsausbruch kommt meist zu spät. Zudem liegen in manchen Fällen bereits Resistenzen vor. Die Anwendung von Zinkoxid wird kritisch eingeschätzt, da es sich um ein Schwermetall handelt, das auf diesem Weg in die Umwelt gelangt. Zur Vorbeugung werden eine Gewöhnung der Ferkel bereits vor dem Absetzen an festes Futter und optimale Absetzbedingungen (stressfrei, optimales Stallklima, ausreichend frisches Wasser, Tier-Fressplatzverhältnis von 1:1) empfohlen.
Seit einigen Jahren sind kommerzielle Impfstoffe verfügbar, die ein genetisch modifiziertes Shigatoxin enthalten. Ferkel können bereits in der ersten Lebenswoche geimpft werden und entwickeln serumneutralisierende Antikörper gegen das (Feld-)Shigatoxin. Die Wirksamkeit und Verträglichkeit haben sich im Verlauf der letzten Jahre im Feld bestätigt. Es existieren Zuchtsauen- und Eberlinien, die aufgrund fehlender F18-Rezeptoren im Dünndarm eine natürliche Resistenz aufweisen. Wenn diese homozygot vererbt wird, weisen die Nachkommen ebenfalls dieses Merkmal auf.